# Родригесский ожереловый попугай
Родригесский ожереловый попугай (лат. Psittacula exsul) — исчезнувший вид птиц из семейства Psittaculidae.

## Внешний вид
Длина тела 40 см. Отличался синевато-серой, а не зелёной (как у других кольчатых попугаев) окраской. Самцы имели характерное для кольчатых попугаев чёрное «ожерелье». Ранние исследователи упоминают о красных перьях в плечевой области, однако оба сохранившихся чучела таких перьев не имеют. Есть сведения и о попугаях зелёной окраски, но неизвестно, были ли это молодые птицы, или же это была особая цветовая морфа.

## Распространение
Обитал на острове Родригес в Индийском океане.

## Причины исчезновения
В 1691 году попугаи были многочисленны. Однако уничтожение среды обитания, охота на птиц и отлов в качестве домашних питомцев (современники утверждают, что попугаи легко приручались и обладали значительными способностями к разговору) привели к тому, что к 1761 году птицы стали редкими, а в 1875 году был убит, как считается, последний экземпляр. Это был, вероятно, молодой самец (если судить по отсутствию красных пятен в плечевой области и полностью чёрному клюву), чучело которого хранится в музее Кембриджского университета вместе с чучелом взрослой самки. Сохранились также многочисленные субфоссильные кости.